# Salome von Pommerellen
Salome von Pommerellen (* ~vor 1250; † 3. Oktober 1314) war eine Prinzessin von Pommerellen aus dem Herrscherhaus der Samboriden und durch Heirat Herzogin von Kujawien.

## Leben
Salome von Pommerellen war die jüngste Tochter Herzogs Sambor II. von Pommerellen und dessen Ehefrau Mathilde (auch Mechthildis genannt) von Mecklenburg (* ?, † nach den 23. November 1270). Ihre ältere Schwester Margareta (Margarethe; * ~ 1230/1234, † 1282) war die Gattin von König Christoph und durch Heirat Königin von Dänemark.
Am 22. Februar 1268 wurde Salome mit Herzog Siemomyslaw von Kujawien verheiratet. Siemomyslaw gehörte dem Geschlecht der kujawischen Piasten an. Salome war die Schwiegermutter des letzten ungarischen Königs aus dem Geschlecht der Arpaden, Andreas III, welcher in erster Ehe Fenena von Kujawien zur Frau nahm.
Aus dieser Ehe gingen mehrere Söhne und Töchter hervor:
- Konstanze (* zwischen 1268 und 1274, † 1331), Nonne im Zisterzienserkloster von Trebnitz, später Äbtissin des Klosters
- Leszek (* 1275, † 1340), Herzog von Kujawien in Inowrocław und Gniewkowo
- Fenena (* ~1276, † 8. September 1295 in Ofen), als Gattin von König Andreas III. durch Heirat Königin von Ungarn
- Przemysław (* 1278, † 1338 oder 1339), Herzog von Kujawien in Inowrocław und Gniewkowo und von Sieradz
- Kasimir (* ~1280, † nach 1347), Herzog von Kujawien in Inowrocław und Gniewkowo

Im Jahre 1270 gewährte Salome ihrem Vater Sambor II. in Kujawien Asyl. Denn nach dem Tode seines Bruders Swantopolks II. im Jahre 1266 scheint Sambor in Zwistigkeiten mit seinem Neffen Mestwin II. geraten zu sein und wurde von ihm, vielleicht 1272, als dieser mit großpolnischer Hilfe Danzig eroberte, seiner Herrschaft beraubt. Er floh zuerst zu dem Deutschen Orden nach Elbing, dann begab er sich zu seiner Tochter Salome nach Kujawien, bei der er am 30. Dezember, wohl 1278, gestorben ist.
Nach dem Tode ihres Ehemanns Herzog Siemomyslaw übernahm Salome 1287 die Vormundschaft über ihre drei minderjährigen Söhne Leszek, Przemysław und Kasimir.
Salome von Pommerellen starb am 3. Oktober 1314. Der Ort ihres Ablebens sowie ihre Grablege sind nicht überliefert.